# Ameritech Cup 1997
L'Ameritech Cup 1997 è stato un torneo femminile di tennis giocato sul sintetico indoor. È stata la 26ª edizione del torneo, che fa parte della categoria Tier II nell'ambito del WTA Tour 1997. Si è giocato nell'UIC Pavilion di Chicago negli USA, dal 3 al 9 novembre 1997.

## Campionesse

### Singolare
Lindsay Davenport ha battuto in finale  Nathalie Tauziat con il punteggio di 6–0, 7–5

### Doppio
Alexandra Fusai /  Nathalie Tauziat hanno battuto in finale  Lindsay Davenport /  Monica Seles con il punteggio di 6–3, 6–2